# Zdanie intensjonalne
Zdanie intensjonalne – typ zdania, w którym element podrzędny (podrzędnik) jest wbudowany znaczeniowo w orzeczenie elementu nadrzędnego (nadrzędnika), np. Chcę, byś zrobił mi coś do zjedzenia. Składnie typu formalnego nie uznają większości zdań intensjonalnych za zdania złożone